# Markt Einersheim
Markt Einersheim är en köping (Markt) i Landkreis Kitzingen i Regierungsbezirk Unterfranken i förbundslandet Bayern i Tyskland.
Köpingen ingår i kommunalförbundet Iphofen tillsammans med staden Iphofen, köpingen Willanzheim och kommunen Rödelsee.